# История Новой Франции

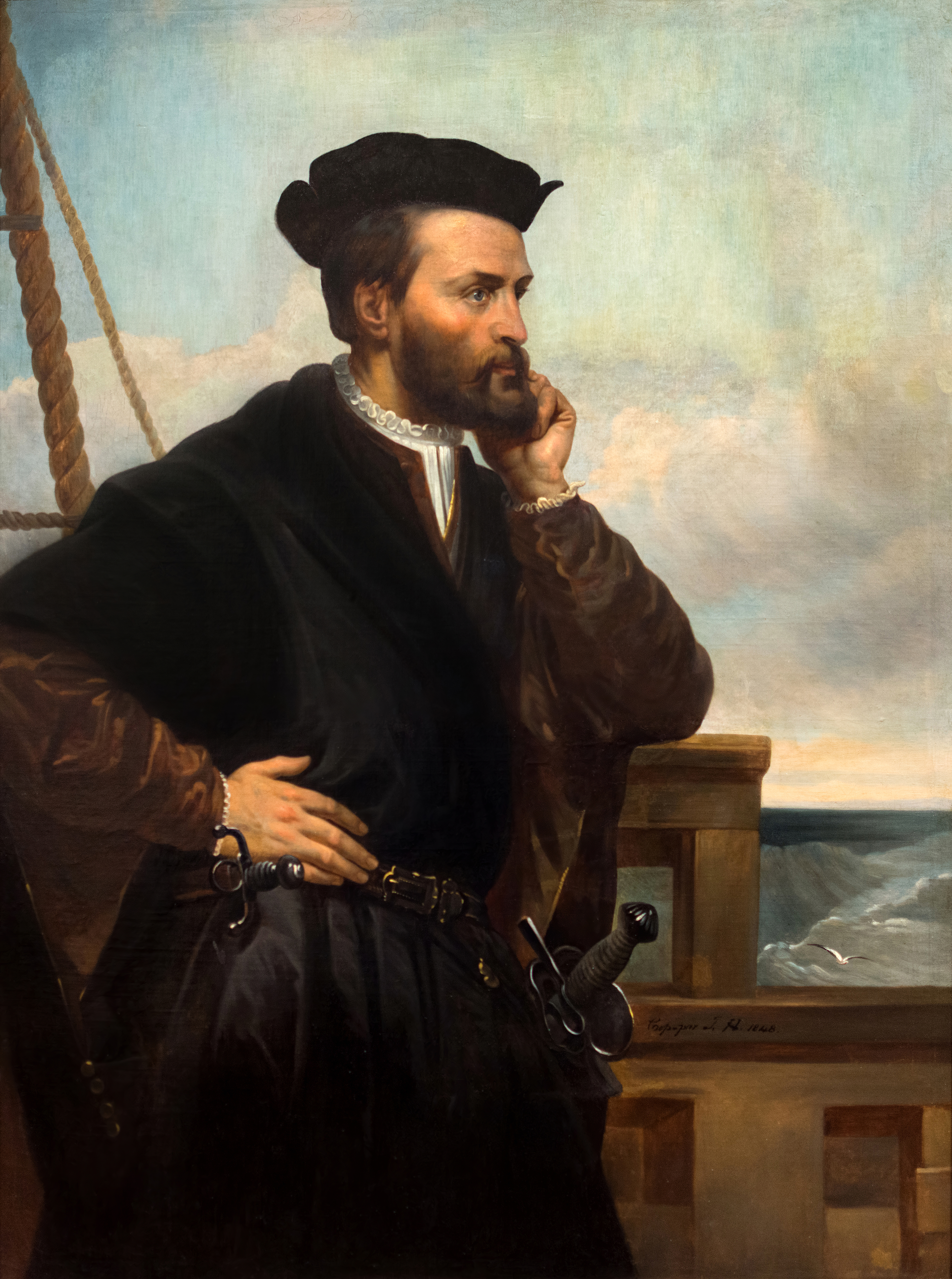
Воображаемый портрет Жака Картье кисти Лемуана, 1895: его истинное лицо неизвестно.

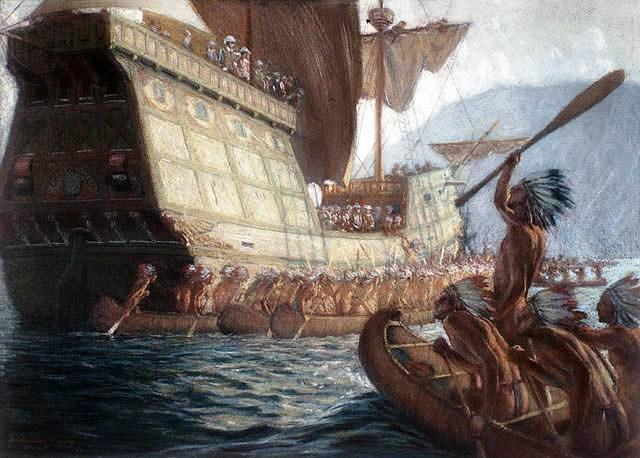
Прибытие в Квебек Самюэля де Шамплена кисти Джорджа Агнью Рида, 1909.

Исто́рия Но́вой Фра́нции приходится на период от французских исследований североамериканского континента (1534) до потери Канады в пользу Великобритании (1763). Когда Жак Картье провозгласил огромные территории в Северной Америке собственностью французского короля, её редкое население составляли племена индейцев. Франция постепенно установила контроль над обширными землями Канады и Луизианы с 1604 по 1629 и с 1632 по 1760 годы. После поражения французских колонистов от британских колонистов в 1760 году Новая Франция три года находилась под британским господством де-факто, пока в Европе продолжались военные действия Семилетней войны. В результате поражения в Семилетней войне Франция уступила Испании Луизиану к западу от Миссисипи, и в то же время оставила Великобритании Канаду и Луизиану к востоку от Миссисипи. Традиции французского языка и культуры доныне господствуют в канадской провинции Квебек.

## Ранняя разведка (1524—1650-х годов)
Около 1523 года флорентийский мореплаватель Джованни да Верраццано убедил французского короля Франциска I снарядить экспедицию для поиска западного пути в Китай. В конце того года Верраццано отплыл из Дьепа на небольшой каравелле «La Dauphine» под французским флагом с командой из 50 человек. Достигнув американского континента в районе современной Северной Каролины в 1524 году, он двинулся вдоль побережья на север, достигнув Нью-Йоркской бухты .. Таким образом, Верраццано стал первым европейцем, посетившим район современного Нью-Йорка. Он назвал эту бухту Нувель-Ангулем в честь короля, бывшего графа Ангулема.. Путешествие Верраццано убедило короля попытаться создать колонию на вновь открытой земле. Верраццано нарёк открытую землю Новой Галлией (Nova Gallia), которая располагалась на землях между Новой Испанией (Мексика) и английским Ньюфаундлендом.. Доплыв до острова Ньюфаундленд Веррацано повернул обратно и вернулся во Францию летом 1524 года.
В 1534 году Жак Картье водрузил крест на полуострове Гаспе (Квебек) и объявил эту землю собственностью короля Франциска I.. Это была первая территория Новой Франции. В 1541 году был основан форт Шарльбур-Руаяль на берегу реки Святого Лаврентия, гарнизон которого насчитывал 400 человек. Спустя два года форт был покинут из-за суровых погодных условий и нападений соседей-ирокезов из селения Стадакона.
Французские рыболовецкие флотилии продолжали плыть к Атлантическому побережью и в реку Святого Лаврентия, заключая союзы с Исконными народами, которые стали важными, как только Франция начала оккупировать землю. Французские купцы вскоре поняли, что область Святого Лаврентия была полна ценных пушных зверей, особенно бобра, которые становились редкими в Европе. В конце концов, французская корона решила колонизировать территорию, чтобы закрепить и расширить своё влияние в Америке.
Ещё одна ранняя французская попытка заселения в Северной Америке состоялась в 1564 году в Форт-Каролине, ныне Джэксонвилл (Флорида). Задуманная как пристанище для гугенотов, Каролина была основана под руководством Рене Гулена де Лаудоньера и Жана Рибо. Он был разграблен испанцами во главе с Педро Менендес де Авилес, который затем основал поселение Святого Августина 20 сентября 1565 года.
Акадия и Канада (Новая Франция) были заселены коренными кочевыми алгонкинскими и оседлыми ирокезскими народами. Эти земли были полны неиспользованных и ценных природных ресурсов, которые привлекали всю Европу. К 1580-м годам были созданы французские торговые компании, и были заключены контракты на доставку мехов. Многое из того, что произошло между аборигенами и их европейскими посетителями в то время, неизвестно из-за отсутствия исторических записей.
Первые попытки создания постоянных поселений были неудачными. В 1598 году на острове Сабль, у берегов Акадии, был создан французский торговый пост, но безуспешно. В 1600 году в Тадуссаке был создан торговый пост, но только пять поселенцев пережили зиму. в 1604 году в Иль-Сен-Круа на «Французском заливе» (фр. baie Française, ныне залив Фанди) было основано поселение, которое в 1605 году было перенесено в Порт-Руаяль. Oн был заброшен в 1607 году, восстановлен в 1610 году и разрушен в 1613 году, после чего поселенцы переехали в другие близлежащие места, создав поселения, которые были коллективно известны как Акадия, а поселенцы как акадийцы.

## Колонизация Квебека

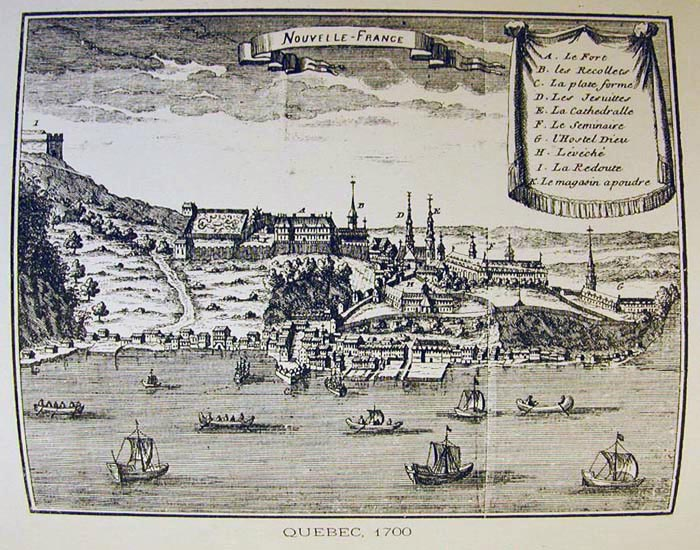
Квебек в 1700 году.

В 1608 году французы основали постоянное военное укрепление Квебек в устье р. Св. Лаврентия. В 1617 году в крепость прибывает семья первых добровольных гражданских поселенцев из Франции: ими стали аптекарь Луи Эбер (Louis Hébert) и его супруга Мари Ролле (Marie Rollet) с тремя детьми, из которых две дочери — Анна и Гильеметта — стали первыми невестами французского Квебека. Гильеметта Куяр стала первой француженкой, родившей франко-канадских детей. К 1627 году в колонии было зарегистрировано 2 брака и 8 рождений, число взрослых белых женщин достигло 5, а девочек — 6. В 1634 году основан Труа-Ривьер. В 1646 году во время нападения ирокезов на французскую католическую миссию среди гуронов Сен-Мари погибли т.н. Канадские мученики. В 1658 году была учреждена Архиепархия Квебека, а в 1663 году появилась Квебекская католическая семинария. В 1701 году был заключен Великий монреальский мир с 40 племенами индейцев.

## Колонизация Луизианы
В 1659 году француз Радиссон достиг Верхнего озера. В 1668 году французские миссионеры основали Су-Сент-Мари. В 1673 году француз Жак Маркетт достиг берегов Миссисипи. В 1674 году Жак Маркетт основал пост, из которого вырос Чикаго. В 1675 году французская католическая миссия была учреждена на берегу реки Иллинойс. Эта территория получила название Иллинойсской земли. В 1680 французский путешественник Ла Саль достиг места слияния рек Миссисипи и Иллинойс, а к весне 1682 года он спустился вниз по реке, достигнув Мексиканского залива. Вся территория бассейна реки Миссисипи была объявлена новым французским владением Луизианой (Louisiane), названной так в честь короля Людовика XIV. В 1701 году француз Кадилак основывают Детройт. В 1718 году появляется Новый Орлеан, названный в честь французского Орлеана. Одним из последних французских городов в Америке был основан Сент-Луис (1763).

## Борьба с англичанами
19 июля 1629 английский пират Дэвид Кёрк захватил корабли с провизией из Франции и под угрозой голода заставил Шамплена бескровно капитулировать. 
Сен-Жерменский договор 29 марта 1632 года заставил англичан покинуть Квебек. Основание Труа-Ривьер (1635) и Монреаля (1642) закрепило французское военное и демографическое присутствие в долине р. Св. Лаврентия, но долгосрочную перспективу Новой Франции оно изменить не смогло. Из последних 118 лет своего существования лишь 29 лет обошлись без того или иного рода стычек с англичанами и/или их союзниками ирокезами. 
В 1690 году граф Фронтенак разгромил вторгшихся англичан в битве при Квебеке. В 1711 году англичане предприняли неудачную Квебекскую экспедицию

Территория Новой Франции до Семилетней войны (1756—1763)

## Конец Новой Франции
По результатам Семилетней войны был заключён Парижский мирный договор (1763), в соответствии с которым Франция уступала Великобритании Канаду и долину Огайо и восточный берег Миссисипи. Западный берег Миссисипи (Луизиана) передавалась Испании. Испанская Луизиана в 1800 году была возвращена Франции, после чего Наполеон продал её США (1803).

## Наследие
Сильнее всего французское влияние сохранилось в Канаде, где число франкоканадцев превышает 7 млн человек и они определяют специфику региона Квебек. В США остались французские топонимы (Детройт, Сент-Луис, Новый Орлеан). В честь французского губернатора Луизианы Кадиллака назван американский автомобиль Cadillac. Благодаря французскому влиянию образовалось ряд креольских диалектов (каджунский и луизианский).